# أندرو فيلبس ماكورميك
أندرو فيلبس ماكورميك (بالإنجليزية: Andrew Phelps McCormick)‏ هو محامي وقاضي وسياسي أمريكي، ولد في 18 ديسمبر 1832 بمقاطعة برازوريا في الولايات المتحدة، وتوفي في 2 نوفمبر 1916. حزبياً، نشط في الحزب الجمهوري. وقد انتخب قاضي محكمة الاستئناف الأمريكية للدائرة الاتحادية.